# I didn't Raise My Boy to Be a Soldier

Portada de la partitura.

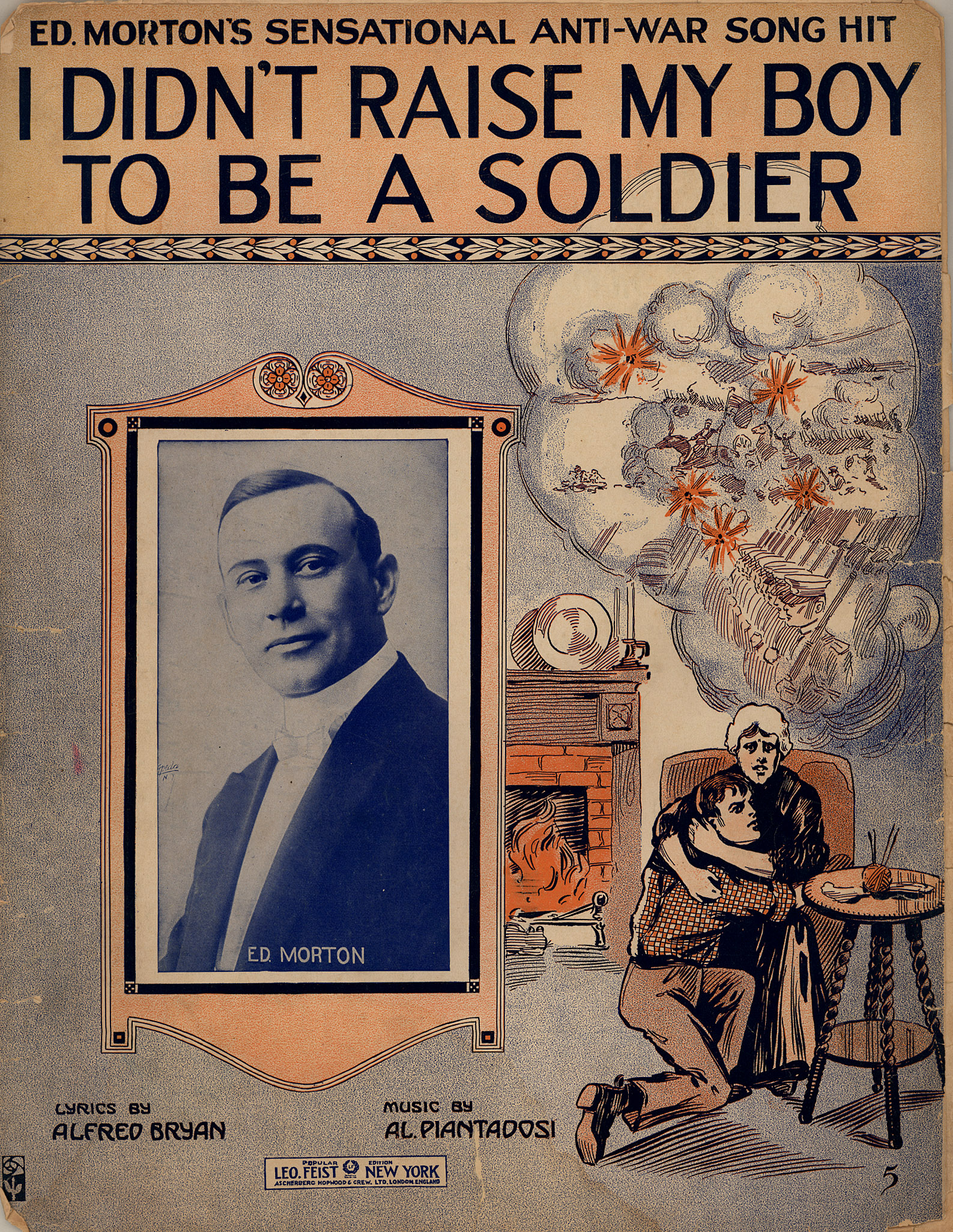
Ilustración de la portada alternativa

"I Didn't Raise My Boy to Be a Soldier" (en español: No crié a mi hijo para que fuera soldado) es una canción  contraria a la guerra americana, que fue influyente dentro del movimiento pacifista, que tuvo lugar en Estados Unidos antes de que entrara a la Primera Guerra Mundial. Además fue una de las primeras canciones antiguerra. El  autor de la letra, Alfred Bryan, colaboró con el compositor, Al Piantadosi, en escribir la canción, la cual inspiró a secuelas, algunas imitaciones e incluso a un número de parodias despreciativas. La canción fue grabada por el cuarteto vocal The Peerless Quartet, convirtiéndose en un éxito en 1915 y vendiendo 650 000 copias. Su expresión del sentimiento popular pacifista era "Ayudó a que el movimiento pacifista, en una realidad política difícil, sea lo suficientemente cuantificable para ser tomado en cuenta."

## Temas
La canción expresa el lamento de una madre solitaria, cuyo hijo murió en la guerra:

I didn’t raise my boy to be a soldier,

I brought him up to be my pride and joy

Ella comenta que la ironía de la guerra está entre todos los hijos de diferentes madres, matándose unos a otros con fusiles. Que el conflicto entre las naciones deberían ser resultó con arbitraje, no con la espada y el arma. La victoria no es suficiente consuelo para una madre que ha perdido a su hijo, y para la desgracia que ha traído a su hogar. La guerra terminaría si todas las madres dijeran que no criaron a sus hijos para ser soldados. La canción de este modo, aparentemente, conecta los movimientos del sufragete y del pacifismo.
La naturaleza sombría de la letra también refleja la mentalidad neutral, que era muy común en Estados Unidos a principios de 1915.

## Impacto y respuesta
"I Didn't Raise My Boy to Be a Soldier" ayudó a solidificar el movimiento antiguerra lo suficiente, como para hacerlo políticamente relevante en el escenario nacional. El éxito de la canción y su fuerza política, trajo seguidores al movimiento pacifista, cuyas principales prioridades eran otros problemas. Los sureños recalcitrantes apelaron al disgusto popular por la guerra en Europa, a fin de argumentar que la Guerra Civil había sido injustificada, lo que provocó que sufragistas se unieran al movimiento pacifista por su potencial político y por la ventaja que le daría a la campaña sobre el derecho de votar en las mujeres. Al igual que el éxito de los años 30, "God's Country", demostraba que la música popular Americana "generalmente reflejaba las tendencias de aislacionismo del público" y que los compositores a favor de la guerra eran raramente exitosos.
"I Didn't Raise My Boy to Be a Soldier" fue elogiada especialmente por los grupos antibritánicos en los Estados Unidos: Irlandeses, Alemanes y por ministros de iglesias de varias denominaciones.
La canción se hizo conocida en varios países, los cuales algunos ya se encontraban en guerra - Gran Bretaña y Australia especialmente.

## Otras versiones
En 1968, Eli Radish Band, grabó una versión actualizada de la canción, tipo "Outlaw country Rock", en protesta de la guerra de Vietnam. Su álbum lanzado por Capitol Records, llevó el mismo título.

## Reacción política
En su tiempo, destacados políticos atacaron la canción por su pacifismo y feminismo. Theodore Roosevelt remarcó que "La gente necia que le aplaude a una canción titulada 'I Didn't Raise My Boy To Be A Soldier', es justamente la gente que también aplaude en sus corazones a canciones tituladas 'I Didn't Raise my Girl To Be A Mother'".

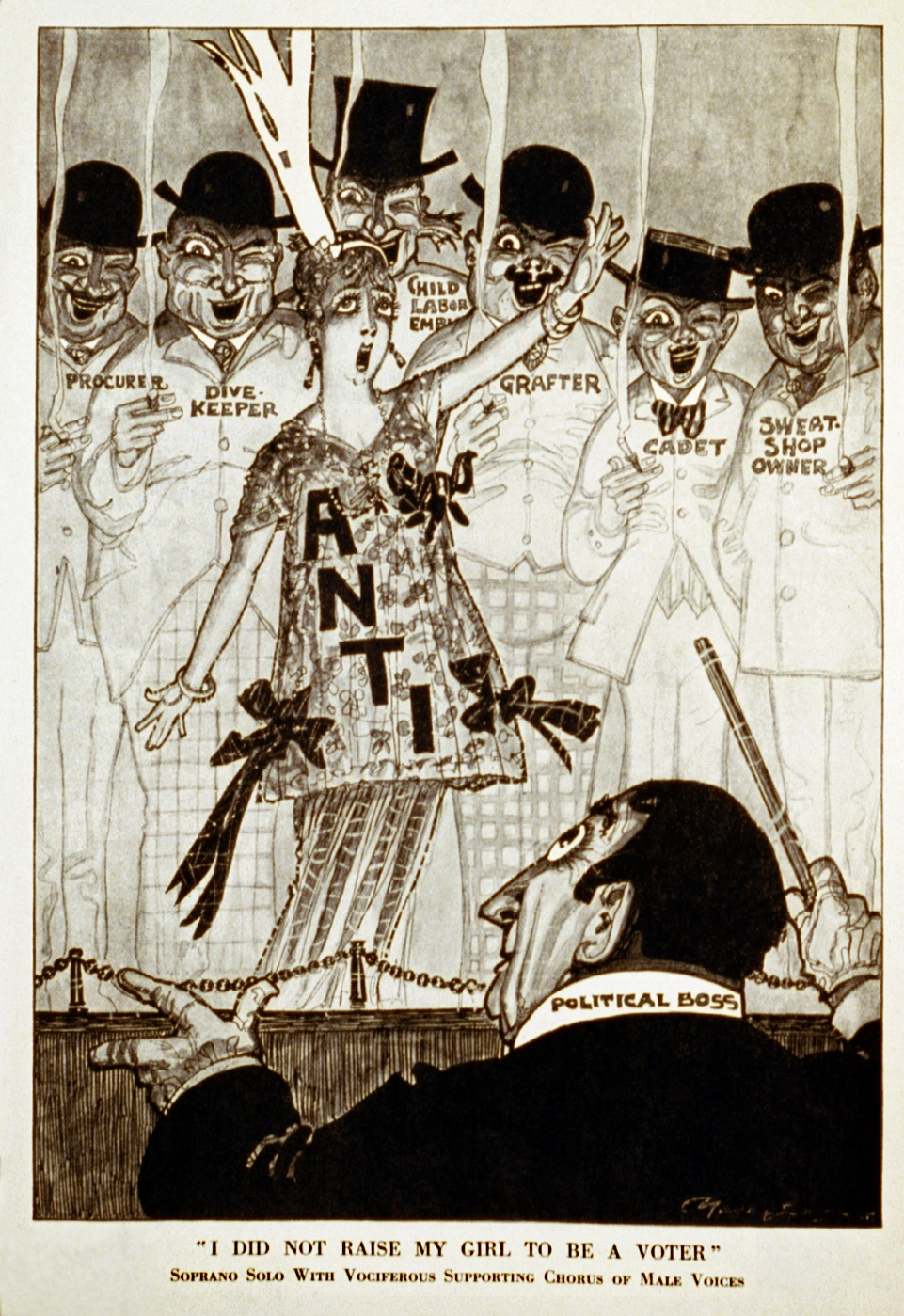
Caricatura "I did not raise my girl to be a voter" de Puck, octubre de 1915. La caricatura satiriza a los oponentes del sufragio femenino.

Al presidente Truman, le desagrado fuertemente la canción. Sugirió que el lugar para las mujeres que se oponían a la guerra era en el harén, no en los Estados Unidos.
Se produjeron muchas parodias de la canción, tales como "I Did Not Raise My Boy to Be a Coward" y "I Didn't Raise My Boy to Be a Soldier, But I'll Send My Girl to Be a Nurse." También se produjeron varios poemas de parodia y otras respuestas, tales como "They Didn't Raise Their Son to Be a Soldier", "I Didn't Raise My Dog to Be a Sausage" y "I Didn't Raise My Ford to Be a Jitney." Según Groucho Marx, un chiste popular del periodo, se daba lugar en los juegos de poker, en los cuales la madre de los jugadores decía: "I didn't raise my boy, he had the joker".

## Letra original
Letra por partitura original 
Verso 1
Ten million soldiers to the war have gone,
Who may never return again.
Ten million mother's hearts must break
For the ones who died in vain.
Head bowed down in sorrow
In her lonely years,
I heard a mother murmur thru' her tears:
Coro
I didn't raise my boy to be a soldier,
I brought him up to be my pride and joy.
Who dares to place a musket on his shoulder,
To shoot some other mother's darling boy?
Let nations arbitrate their future troubles,
It's time to lay the sword and gun away.
There'd be no war today,
If mothers all would say,
"I didn't raise my boy to be a soldier."
Verso 2
What victory can cheer a mother's heart,
When she looks at her blighted home?
What victory can bring her back
All she cared to call her own?
Let each mother answer
In the years to be,
Remember that my boy belongs to me!
Repetir Coro 2x